# Plagiochila exigua
Plagiochila exigua là một loài rêu tản trong họ Plagiochilaceae. Loài này được (Taylor) Taylor miêu tả khoa học lần đầu tiên năm 1846.